# Park Hae-soo
Park Hae-soo (* 21. November 1981 in Suwon, Gyeonggi-do, Südkorea) ist ein Filmschauspieler, Theaterschauspieler und Fernsehschauspieler.

## Leben
Park Hae-soo wurde 1981 in Suwon geboren. Er studierte an der Dankook University. 
2008 hatte er sein Bühnendebüt. 
2012 hatte Hae-soo mit 49 Folgen in der Fernsehserie God of War sein Fernsehdebüt. 2014 hatte er seine erste Filmrolle in Pirates – Das Siegel des Königs.
Park war von 2013 bis 2016 mit der Musicaldarstellerin Lim Kang-hee liiert.
Am 14. Januar 2019 heiratete Park in einer privaten Zeremonie in Seoul.  Am 17. September 2021 brachte seine Frau einen Sohn zur Welt.

## Filmografie
- 2012: God of War (무신, Fernsehserie, 49 Folgen)
- 2014: Pirates – Das Siegel des Königs (해적: 바다로 간 산적)
- 2015–2016: Six Flying Dragons (육룡이 나르샤, Fernsehserie, 43 Folgen)
- 2016: Master (마스터)
- 2016–2017: Legend of the Blue Sea (푸른 바다의 전설, Fernsehserie, 15 Folgen)
- 2017–2018: Prison Playbook (슬기로운 감빵생활, Fernsehserie, 16 Folgen)
- 2018: Memories of the Alhambra (알함브라 궁전의 추억, Fernsehserie, 4 Folgen)
- 2019: Persona (페르소나, Fernsehserie, eine Folge)
- 2019: By Quantum Physics: A Nightlife Venture (양자물리학)
- 2020: Time to Hunt (사냥의 시간)
- 2021: Squid Game (오징어 게임, Fernsehserie, 9 Folgen)
- 2021: Chimera (키마이라, Fernsehserie, 16 Folgen)
- 2022: Yaksha: Ruthless Operations (야차)
- 2022: Narco-Saints (수리남, Fernsehserie, 6 Folgen)
- 2022: Chen: Last Scene
- 2022: Haus des Geldes: Korea (종이의 집: 공동경제구역, Fernsehserie, 12 Folgen)
- 2023: Phantom (유령)
- 2025: Karma (악연, Fernsehserie, 6 Folgen)